# Hypocrea vinosa
Hypocrea vinosa är en svampart som beskrevs av Cooke 1879. Hypocrea vinosa ingår i släktet svampdynor och familjen Hypocreaceae.   Inga underarter finns listade i Catalogue of Life.